# Durandova linija
Durandova linija (paštunsko د ډیورنډ کرښه; urdujsko ڈیورنڈ لائن‎; darijsko خط دیورند) je nenatančna, 2450 kilometrov dolga razmejitvena linija med Afganistanom in Pakistanom.
Durandovo linijo sta leta 1893 ustanovila Mortimer Durand, britanski diplomat indijske državne službe in Abdur Rahman Kan, afganistanski emir, kot mednarodno mejo med Afganistanskim emiratom in Britansko indijskim imperijem, da bi določila mejo svoje vplivne sfere ter izboljšala diplomatske odnose in trgovino. Britanija je Afganistan takrat štela za neodvisno državo, čeprav je nadzorovala njegove zunanje zadeve in diplomatske odnose.
Po prvih dveh britansko-afganistanskih vojnah je Britanskemu imperiju uspelo razmejiti svoje kolonialne posesti v Britanski Indiji (danes Pakistan) od emirata Afganistan z Uredbo o mejnih zločinih leta 1872 in z Durandovo linijo leta 1893. Linija je bila poimenovana po takratnem državnem sekretarju za indijsko administracijo Henryju Mortimerju Durandu, obe strani pa sta se dogovorili pod britanskim pritiskom. Sporazum o tej meji je bil podpisan v Ravalpindiju 8.8.1919 (Trety of Rawalpindi). 
Enostranski sporazum z dne 12. novembra 1893 vsebuje sedem kratkih členov, vključno z zavezo, da se ne bo vmešavalo onkraj Durandove linije. Skupna britansko-afganistanska razmejitvena raziskava je potekala od leta 1894 in je zajemala približno 1300 km meje. Črta, ki je bila vzpostavljena proti koncu britansko-ruskega rivalstva v "veliki igri", je Afganistan postavila kot tamponsko območje med britanskimi in ruskimi interesi v regiji. Linija, kot je bila nekoliko spremenjena z anglo-afganistansko pogodbo iz leta 1919, je leta 1947 po osamosvojitvi podedoval Pakistan.
Demarkacijska črta je bila namerno postavljena skozi paštunska poselitvena območja, kar je povzročilo razdelitev nekaterih paštunskih plemen, kot so Karoti in ločitev na stotine afganistanskih vasi. Približno tretjina afganistanskega ozemlja je pripadla Britancem. Poleg tega je v Veliki igri britanska kolonialna sila zasledovala cilj boljše zaščite severozahodne meje svojega ozemlja, takratne Britanske Indije, pred širitvijo carske Rusije z vzpostavitvijo strateškega varovalnega pasu.
Leta 1947 je bila ustanovljena država Pakistan z vključitvijo paštunskih območij. Afganistanska Loja Džirga leta 1949 je Durandovo linijo razglasila za neveljavno, ker je bil prvotni sporazum sklenjen z Britanci in ne s pakistansko vlado; Dunajske konvencije o mednarodnem pravu, po kateri dvostranske pogodbe ni mogoče izpodbijati z enostranskim ugovorom, nista ratificirala niti Afganistan niti Pakistan. Včasih se navaja, da je pogodba prenehala veljati leta 1993 in da Durandova linija ni več uradna meja med državama Afganistan in Pakistan. Vendar pogodba ni vsebovala časovne omejitve in zato ni mogla prenehati veljati. Glede na kontroverzno situacijo sta Nato in Isaf govorila tudi o regiji AfPak.
Demarkacijska črta, ki jo je težko spremljati, se je vrnila v javno zavest zaradi vojne proti terorizmu po napadih 11. septembra 2001. Talibanski borci in privrženci Al Kaide so se razmeroma svobodno gibali na tem območju in našli zaščito v avtonomnih paštunskih regijah Pakistana.
Čeprav je Durandova linija mednarodno priznana kot zahodna meja Pakistana, ostaja večinoma nepriznana v Afganistanu. Sardar Mohamed Daoud Kan, nekdanji premier in predsednik Afganistana, je odločno nasprotoval meji in sprožil propagandno vojno – vendar je med obiskom Pakistana avgusta 1976 omilil svoj ton s priznanjem Durandove linije za mejo. Leta 2017 je nekdanji afganistanski predsednik Hamid Karzai sredi čezmejnih napetosti dejal, da Afganistan »nikoli ne bo priznal« Durandove linije kot meje med državama.
Pakistan že od leta 2017 gradi mejno pregrado, da bi preprečil terorizem, trgovino z drogami, begunce, nezakonito priseljevanje, tihotapljenje in infiltracijo čez Durandovo črto. Pakistan trdi, da je pregrada potrebna tudi za preprečitev infiltracije skrajnežev čez mejo. Od januarja 2019 je bilo urejenih 900 km. Durandovo linijo zaznamuje 235 prehodov, od katerih so bili številni dovzetni za nezakonito priseljevanje. Projekt naj bi stal najmanj 532 milijonov dolarjev.
21. januarja 2022 je pakistanski notranji minister izjavil, da je ostalo le še 20 km ograje in da bo kmalu dokončana.